# Карате кид 3
„Карате кид 3“ (на английски: The Karate Kid Part III) е американски игрален филм (драма, екшън) от 1989 г. на режисьора Джон Авилдсън, по сценарий на Робърт Марк Кеймън. Музиката е композирана от Бил Конти. Във филма участват главните герои Ралф Мачио (Даниъл) и Пат Морита (Мияги). Неговите продължения са „Карате кид“ (1984), „Карате кид 2“ (1986), „Следващото карате хлапе“ (1994) и „Карате кид“ (2010).

## Дублаж
| Преводач            | Деяна Иванова                                                                                  |
| Режисьор на дублажа | Димитър Кръстев                                                                                |
| Тонрежисьор         | Стефан Дучев                                                                                   |
| Озвучаващи артисти  | Йорданка Илова Ани Василева Светозар Кокаланов Здравко Методиев Васил Бинев Станислав Димитров |

## Филми от поредицата за „Карате кид“
Поредицата „Карате кид“ включва 6 филма:
- „Карате кид“ (1984)
- „Карате кид 2“ (1986)
- „Карате кид 3“ (1989)
- „Следващото карате хлапе“ (1994)
- „Карате кид“ (2010)
- „Карате Кид: Легенди“ (2025)